# Mușchiul lat dorsal
Mușchiul lat dorsal al spatelui (mușchiul latissimus dorsi) este un mușchi mare, lat și plat ce își întinde marginile în spatele brațului și este parțial acoperit de mușchiul trapez, pe spate, în apropierea liniei mediene. 
 Denumirea de latissimus dorsi provine din cuvintele latine latissimus, care înseamă margine și dorsi, care înseamă spate.

## Anatomie

### Origini
Origine (partea fixă): procesele spinoase toracice , începând de la t7 in jos, procesele spinoase lombare , creasta sacrala medie , apoi pe jumătatea laterala a buzei laterale a crestei iliace, lateral de originea muschiului sacrospinal si pe ultimile trei-patru

### Inserții
Insertia(partea mobila): partea inferioara a santului intertubercular al humerusului           

### Vascularizație
Vascularizatie: arterele ce vascularizeaza acest muschi sunt provenite din arterele subscapulara , ultima intercostala si din arterele lombare care prin anastomozele formate creează un sistem de legătura între arterele axilara , intercostala si lombare .

### Inervația
Inervatia: nervul toracodorsal .

## Fiziologie

### Acțiune
Actiune: extensia , adductia si rotatia mediala a bratului si trage umărul in jos. Cand ia punct fix pe humerus ridica trunchiul ca in catarare .